# Pomatorhinus gravivox
Pomatorhinus gravivox là một loài chim trong họ Timaliidae.